# George Keppel (6. hrabia Albemarle)
George Thomas Keppel (ur. 13 czerwca 1799, zm. 21 lutego 1891) – brytyjski arystokrata i polityk, młodszy syn Williama Keppela, 4. hrabiego Albemarle, i Elizabeth Southwell, córki 20. barona de Clifford.
Wykształcenie odebrał w Westminster School. W kwietniu 1815 r. został oficerem 14 pułku pieszego (14th Foot) i wziął udział w bitwie pod Waterloo 18 czerwca. W latach 1834–1835 zasiadał w Izbie Gmin jako reprezentant okręgu East Norfolk. W 1838 r. został szeryfem hrabstwa Leitrim. W latach 1846–1847 był prywatnym sekretarzem premiera Wielkiej Brytanii lorda Russella. W latach 1847–1850 ponownie zasiadał w Izbie Gmin, tym razem reprezentując okręg Lymington. Po śmierci swojego starszego brata Augustusa w 1851 r. odziedziczył tytuł hrabiego Albemarle i zasiadł w Izbie Lordów. W 1858 r. został awansowany do stopnia generała-majora. W 1866 r. był generałem-porucznikiem, a w 1874 r. generałem.
Lord Albemarle napisał książkę Wspomnienia markiza Rockingham, 50 lat mojego życia („Memoirs of the Marquess of Rockingham, Fifty Years of My Life”). Był również członkiem Królewskiego Towarzystwa Starożytności. Gentleman’s Magazine napisał w lutym 1857 r., że lord Albemarle miał silny głos, budzący zaufanie i czasami dominujący.
4 sierpnia 1831 r. w Willesden w Londynie, poślubił Susan Trotter (ok. 1806 – 3 sierpnia 1885), córkę sir Couttsa Trottera, 1. baroneta, i Margaret Gordon, córki Alexandra Gordona, lorda Rockville. George i Susan mieli razem syna i cztery córki:
- William Coutts Keppel (15 kwietnia 1832 – 28 sierpnia 1894), 7. hrabia Albemarle
- Margaret Anne Keppel (ok. 1833 – 19 grudnia 1833)
- Anne Keppel (28 października 1833 – 18 czerwca 1846)
- Louisa Keppel (maj 1836 – 12 marca 1930), żona kapitana Fredericka Charterisa, miała dzieci
- Augusta Keppel (26 kwietnia 1838 – 31 stycznia 1902), żona Ernesta Noela, nie miała dzieci

Lord Albemarle został pochowany w Quidenham w hrabstwie Norfolk.